# Rhododendron zhangjiajieense
Rhododendron zhangjiajieense là một loài thực vật có hoa trong họ Thạch nam. Loài này được C.L. Peng & L.H. Yan mô tả khoa học đầu tiên năm 2007.